# 润扬长江公路大桥

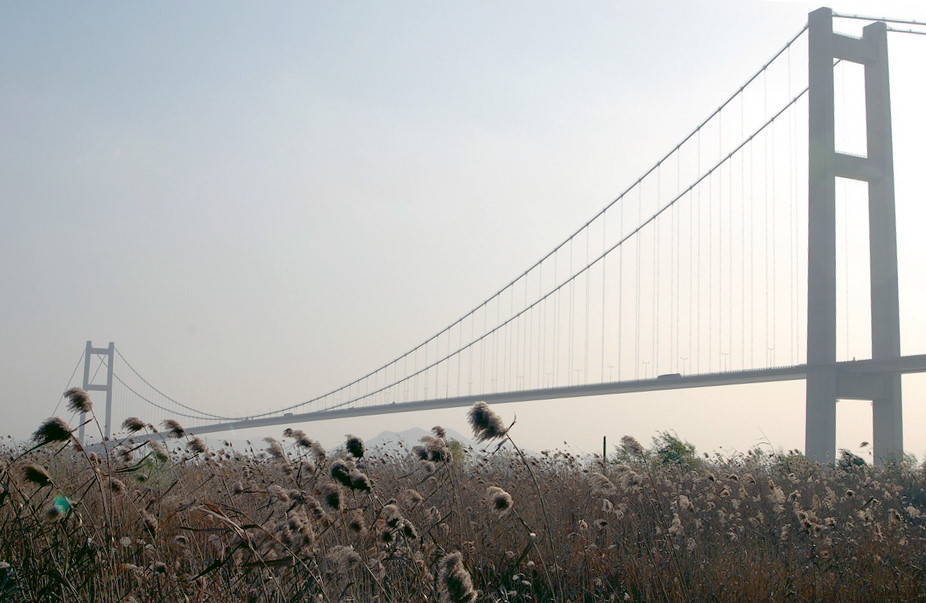
润扬大桥

润扬大桥，橫跨长江南北，连接江苏省的镇江市（唐宋称润州，為軍事要鎮）潤州區与揚州市區（北岸）。
润扬长江公路大桥是江苏省“四纵四横四联”公路主骨架和跨长江公路通道规划的重要组成部分，北联黑龙江省同江至海南省三亚（同三高速公路）、北京至上海国道主干线（京沪高速公路），南接上海至成都国道主干线（沪宁高速公路）。润扬大桥的建成，对完善国家和省公路网络结构、改善镇江、扬州两市的交通运输条件，加强两市经济文化联系，促进沿江地区经济发展，加快实施以上海浦东为龙头的长江三角洲经济带的开发战略具有重大意义。
润扬大桥西距南京长江第四大桥约40公里，东距泰州大桥约60公里。工程全长35.66公里，由北接线、北汊桥、世业洲互通高架桥、南汊桥、南接线及延伸段等部分组成，主桥(包括北汊桥、世业洲互通高架桥和南汊桥)长7.21公里，北引桥及北接线高架桥长1.74公里，北接线长10.27公里，南接线及延伸段长16.44公里。其中南汊主桥采用单孔双铰钢箱梁悬索桥，主跨径1490米，为目前中国第二、世界第五，桥下最大通航净宽700米、最大通航净高50米，可通行5万吨级巴拿马货轮。北汊桥采用176+406+176米的三跨双塔双索面钢箱梁斜拉桥，长758米，桥下最大通航净宽210米、最大通航净高18米。全线采用双向六车道高速公路标准，桥面平均宽31.5米（行车道宽30米），设计车速100公里/小时，桥梁设计荷载等级汽车—超20级，挂车—120。大桥设计使用寿命为100年。整个工程需浇筑混凝土106万方，挖方47万方，填方320万方，耗用钢材15万吨、水泥55万吨、砂石料282万方，征地6000亩，拆迁房屋13万平方米，工程计划工期为5年。
润扬长江大桥2000年10月开工建设，2005年4月30日竣工通车，工程总投资57.8亿元人民币。

## 命名
根据经济网发布的文章，按惯例，长江大桥一般根据所在地命名，但由于称“镇扬长江大桥”或者“扬镇长江大桥”寓意不佳，拟提议的名称一度有“扬子江大桥”“瓜洲大桥”，后来根据大桥南段的起点镇江润州区命名。名称确定后，江泽民为大桥题写了桥名。

## 外部連結
- 潤揚長江公路大橋 （页面存档备份，存于）

32°12′26″N 119°21′48″E / 32.20722°N 119.36333°E